# David Keith (ingénieur)
Pour les articles homonymes, voir David Keith (homonymie) et Keith.
David W. Keith est professeur de physique appliquée à la Harvard John A. Paulson School of Engineering and Applied Sciences de Harvard et professeur de politique publique à la Harvard Kennedy School. Il est aussi le fondateur et directeur exécutif de la société Carbon Engineering.
Ses intérêts de recherche couvrent plusieurs domaines, notamment l'évaluation des technologies de contrôle climatique et les sciences de l'atmosphère. Ses premières contributions incluent le développement du premier interféromètre atomique (considéré comme une percée majeure en physique atomique) et un spectromètre à transformée de Fourier utilisé par la NASA pour mesurer la température atmosphérique et le transfert de rayonnements depuis l'espace.

## Parcours
Il a passé son enfance à Ottawa. Après un baccalauréat en physique à l'Université de Toronto (1986), il obtient son doctorat en physique expérimentale au Massachusetts Institute of Technology (1991) et y reçoit le prix d'excellence en physique expérimentale avec la mise au point du premier interféromètre pour l'étude des atomes. Il développe ensuite un spectromètre infra-rouge de haute précision pour la NASA.
Intéressé par la géoingénierie, il publie dès 1992 une des premières propositions d'intervention en ce domaine. Au cours des années suivantes, il consacre plusieurs articles aux problèmes que pose la géoingénierie. Il synthétise sa position en 2013 dans le livre A Case for Climate Engineering (paru en France en 2015 sous le titre Pour une ingénierie climatique planétaire), dans lequel il présente une stratégie pour réduire le changement climatique. Sa position est critiquée par Mike Hulme, de King's College, qui en souligne les principaux dangers.
En 2004, Keith obtient une Chaire de recherche du Canada en énergie et environnement à l'Université de Calgary. Pour réduire la quantité de dioxyde de carbone dans l'atmosphère, il envisage la mise au point d'un procédé d'extraction, tâche difficile car ce gaz est dissous à 0,04%. Avec une subvention initiale de la fondation Bill Gates et l'appui technique de la compagnie MDA, sa société Carbon Engineering met au point à Squamish, en Colombie-Britannique, un procédé qui extrait le dioxyde de carbone de l'air ambiant et le transforme en un combustible susceptible de remplacer l'essence dans un moteur ou d'être stocké dans d'anciens puits de pétrole. En 2019, ce procédé est en voie d'exploitation en partenariat avec la compagnie Occidental Petroleum à Houston. L'usine en construction coûterait un milliard de dollars. Si elle est alimentée par de l'énergie solaire, l'empreinte carbone du processus de transformation sera nulle.
Keith est aussi le codirecteur, avec Gernot Wagner, du programme de Solar Geoengineering Research fondé à Harvard en 2017.

## Publication
anglais
- A Case for Climate Engineering, 2013.

français
- Pour une ingénierie climatique planétaire, 2015.